# Мелише
Мелише (словен. Meliše) — поселення в общині Любно, Савинський регіон, Словенія. Висота над рівнем моря: 409,8 м. 